# Giancarlo Antognoni
Giancarlo Antognoni (Marsciano, Provincia de Perugia, Italia, 1 de abril de 1954) es un exfutbolista italiano. Se desempeñaba en la posición de centrocampista.

## Selección nacional
Fue internacional con la selección de fútbol de Italia en 73 ocasiones y marcó 7 goles. Debutó el 20 de noviembre de 1974, en un encuentro válido por las eliminatorias para la Eurocopa 1976 ante la selección de los Países Bajos que finalizó con marcador de 3-1 a favor de los neerlandeses.

### Participaciones en Copas del Mundo
Participó en 2 mundiales de fútbol donde fue titular y pieza angular de la escuadra azzurra, primero en Argentina 1978 donde obtuvo el cuarto lugar y luego llegó su consagración en España 82, donde obtuvo la copa del mundo.
| Mundial                        | Sede      | Resultado    |
| ------------------------------ | --------- | ------------ |
| Copa Mundial de Fútbol de 1978 | Argentina | Cuarto lugar |
| Copa Mundial de Fútbol de 1982 | España    | Campeón      |

### Participaciones en Eurocopas
| Eurocopa      | Sede   | Resultado    |
| ------------- | ------ | ------------ |
| Eurocopa 1980 | Italia | Cuarto lugar |

## Clubes
| Club                | País   | Año         |
| ------------------- | ------ | ----------- |
| A. C. Asti          | Italia | 1970 - 1972 |
| A. C. F. Fiorentina | Italia | 1972 - 1987 |
| Lausanne-Sport      | Suiza  | 1987 - 1989 |

## Palmarés

### Campeonatos nacionales
| Título      | Club                | País   | Año     |
| ----------- | ------------------- | ------ | ------- |
| Copa Italia | A. C. F. Fiorentina | Italia | 1974-75 |

### Copas internacionales
| Título                 | Equipo              | País   | Año  |
| ---------------------- | ------------------- | ------ | ---- |
| Copa Mundial de Fútbol | Selección de Italia | Italia | 1982 |